# Saggio intorno al luogo del seppellire
Il Saggio intorno al luogo del seppellire è un opuscolo scritto da Scipione Piattoli nel 1774 finalizzato a promuovere tra la popolazione di Modena la costruzione del cimitero di San Cataldo voluta da Francesco III d'Este.
Il Saggio poi tradotto e diffuso in tutta Europa ebbe un ruolo decisivo nel favorire il processo illuministico di riforma delle sepolture e la creazione dei cimiteri suburbani moderni.
L'opera, fortemente voluta dal Duca di Modena, è considerata dagli studiosi della letteratura come uno dei "precedenti" dei foscoliani Sepolcri.

## Composizione
Quando l'opera gli fu affidata nel 1774, Piattoli aveva solo 25 anni e fu probabilmente per iniziativa del suo protettore massonico Filippo Giuseppe Marchisio e del vice-cancelliere dell'Università Camillo Tori che venne scelto per l'incarico.
Il testo di 87 pagine fu iniziato tra la fine di maggio e completato all'inizio di giugno, un tempo relativamente breve, che si può spiegare osservando che Piattoli aveva già lavorato sull'argomento in un fascicolo manoscritto di quindici fogli, in cui è presente un intervento a favore della costruzione di due cimiteri fuori dalle mura di Modena. La data non è precisata ma è certo che sia anteriore di qualche anno rispetto alla pubblicazione del Saggio intorno al luogo del seppellire (1774). Questi appunti non vanno interpretati come una preparazione del Saggio, poiché differiscono molto nel tono, ma sono un indizio che la decisione della costruzione di un cimitero extraurbano era già maturata da diversi anni. Il fatto che sul fascicolo si parli di cimiteri al plurale è segno che il testo risale alla prima fase della politica cimiteriale di Francesco III, del novembre 1771 che aveva ordinato la costruzione di due cimiteri extraurbani, poi ridotti ad uno solo.
Il Saggio fu pubblicato anonimo e senza indicazione di editore e il 5 di giugno Camillo Tori poteva comunicare al ministro Bagnesi che l'autore aveva "imparzialmente con eleganza, novità e vera dottrina esaurita in pochissimi giorni la difficile materia dei cimiteri".

## Contenuti
Lo scopo principale del trattatello è di difendere l'operazione del cimitero di San Cataldo dall'accusa di novità e, solo secondariamente, di dimostrarne la pubblica utilità. Il Saggio è diviso in due parti di cui la prima occupa praticamente i due terzi del testo ed è dedicata ad un excursus storico, mentre la seconda parte affronta la questione dal punto di vista medico-scientifico.

### Introduzione
Nell'introduzione Piattoli afferma che la sua opera non è una storia delle sepolture ma un «saggio semplicemente» in cui «si tenta di presentare sotto un sol punto di vista le variazioni infinite delle pratiche riguardanti la scelta d'un luogo ove riporre gli estinti», infatti «la Natura ci ispirò l'attenzione di allontanarli da noi; la Religione ne fece una parte di culto e la Politica un dovere del cittadino. Col trapassare dei secoli si cambiano le idee, i genj, la legislazione, il costume. Le sepolture ànno provato al pari d'ogni altra cosa le lor vicende». L'abate passa quindi in rassegna gli usi del passato per «valutare le costumanze diverse che si incontrano in questo genere e dimostrare ciò che avrebbe dovuto farsi se si fossero sempre seguiti i giusti principj».
Importante è quindi il richiamo alla Natura, mentre la ricostruzione storica individua il momento in cui si è verificata una deviazione dai buoni costumi, fornendo pertanto una solida giustificazione di un provvedimento che vuole rivoluzionare le consuetudini.
L'autore dichiara subito che i destinatari del Saggio non sono gli uomini dotti e i filosofi, i quali conoscono già bene i temi e le nozioni trattati, ma il pubblico più umile, il popolo, per sottrarlo alle false credenze dovute all'ignoranza e all'abitudine. Il suo scopo è perciò rimuovere un grosso ostacolo al cammino della riforma cimiteriale, cioè la resistenza della superstizione popolare.

### Prima parte
Dopo una veloce rassegna delle usanze funerarie di diversi popoli, tra cui Celti, Egiziani, Ebrei, Greci e Romani, oltre che dei primi Cristiani, si passa ad una analisi più dettagliata nel racconto della degenerazione, cioè di come col tempo i cimiteri e le sepolture si siano sempre più avvicinati alle abitazioni. Attribuisce prima alle catacombe il ruolo di aver favorito una familiarizzazione con i cadaveri, alle usanze religiose il desiderio di essere inumati vicino alle reliquie dei Santi, ed al vizio della società il desiderio di distinguersi. A questa ambizione mondana veniva volentieri incontro la Chiesa, e in particolare i parroci che, seppur col divieto del Concilio di Trento, continuarono a chiedere tributi per la sepoltura in chiesa. Un'usanza diffusa contro la quale aveva lottato Carlo Borromeo, che Piattoli ricorda nella finale della prima parte del Saggio: «La venerazione che essi [i Concili di Milano] riscossero dalla Chiesa e l'autorità che vi ottengono per l'insigne Prelato che ne fu l'anima, per la chiarezza de' tempi ne' quali si tennero e per le conseguenze ammirabili che produssero, bastano a giustificare qualunque determinazione che dietro alle loro tracce si prendesse dalla pubblica Autorità».

### Seconda parte
La seconda parte, dedicata alle argomentazioni medico-sanitarie, è piuttosto imprecisa e confusa, non essendo Piattoli un esperto del campo, e infatti è la sezione più breve del Saggio. Si nota però un superamento delle teorie meccanicistiche e un avvicinamento, seppur lieve, alle teorie fisiologiche più recenti. Gli autori citati sono pochi ma significativi, il primo è Stephen Hales, che fu il primo a dimostrare il ruolo attivo dell'aria nelle reazioni chimiche. Ciò vale a sostenere che l'aria e le esalazioni in essa contenute, in specie quelle provenienti dalla putrefazione, agiscono sul nostro organismo e sulla nostra salute. Il calore, l'umidità, i luoghi chiusi sono cause delle più dannose modificazioni dell'aria e provocano le più nocive esalazioni putride. Piattoli sostiene in questo modo la pericolosità delle emanazioni provenienti in particolare dagli ospedali e dalle carceri, oltre che dalle chiese naturalmente, a cui oppone le sepolture nelle campagne. In materia di sepoltura le autorità principali chiamate in causa sono Henri Haguenot, Maret e Habermann. Viene posto l'accento sulla necessità di un grande ricambio d'aria, ostacolata però dalla struttura architettonica delle chiese, che risultano quindi inadatte allo scopo, così come le sepolture nei giardini a loro contigui che causano esalazioni per le vicine vie della città. «V'à esempio di Matrone che scorrendo co' loro cocchi lungo un cimitero, ferite dalla corrente di cadaveriche emanazioni concentrate nell'angustie della via, furono sorprese da orripilazione, nausea e grave cefalgia, cui succedendo una pessima febbre, vennero in breve deplorabilmente rapite.» (p. 73)

### Conclusione
L'ultima parte è dedicata alla confutazione delle più diffuse obiezioni di carattere religioso e politico, cioè di coloro i quali, «prevenuti per lo più a favore delle usanze che si tenevano al cominciamento della loro età, senza curare ciò che si praticasse poco più addietro [...] mossi mai sempre per impeto di cui non sanno il principio», si dimostrano di conseguenza «incapaci di sentire i loro veri vantaggi».
La prima obiezione è il timore che senza delle sepolture cittadine vengano a mancare i suffragi, alla quale Piattoli risponde che è conforme alla dottrina cattolica il fatto che non importi tanto il luogo dove il defunto viene inumato, purché si preghi Dio per lui, e quindi la presenza del corpo presso il luogo di preghiera non è necessaria.
La seconda – e forse più importante – opposizione è quella posta dai nobili, per i quali la sepoltura in un cimitero lontano dalla città, in fosse comuni e senza distinzioni, rappresenta un oltraggio al proprio rango. L'abate argomenta che non è il luogo di sepoltura a fornire agli uomini l'onore, infatti ironicamente scrive: «Se le vie militari, se le deserte campagne, se le rive del mare, se gli erti monti diedero sepoltura agli Eroi dell'antichità, potranno darla benanche a quelli del nostro secolo che non ne abbonda» (p. 80).
In conclusione Piattoli nomina le iniziative analoghe già prese in altre parti d'Europa: Vienna, Francia (Decreto del Parlamento di Parigi, 1765), Irlanda e Danimarca. A sostegno dell'importanza di uniformare gli usi e costumi dei popoli secondo le novità e le migliorie apportate dagli scienziati, Scipione Piattoli porta l'esempio dell'orologio alla francese o astronomico, introdotto con fatica e molta resistenza in tutta Europa nel corso del XVIII secolo e che in Italia sostituì il sistema basato sul moto apparente del sole. La chiosa del Saggio contiene una rivendicazione per il potere sovrano del diritto di agire anche contro il volere del popolo, se questo è fatto per il bene pubblico. «fare del bene agli uomini malgrado gli uomini stessi, cercando meno l'applauso vago dei popoli che il reale vantaggio della Repubblica e della Patria.» (p. 87)

## Il destino dell'opera
Nel 1775 venne pubblicata a Venezia un'opera intitolata Note critiche di Varii sopra un libretto intitolato Saggio intorno al luogo del seppellire. Seppur sotto pseudonimo, gli autori erano Pellegrino Nicolò Loschi, padre Antonio Maria da Spilamberto e Andrea Pullera (figlio dell'appaltatore della cartiera). Questo testo, di 253 pagine, conteneva una ristampa del Saggio, cui faceva seguito una confutazione molto dettagliata che, riprendendolo parola per parola, cercava di controbatterlo mediante argomenti eruditi e citazioni teologiche, caratterizzate da una veemenza insolita e da toni molto accesi. Nonostante il Saggio del Piattoli fosse stato pubblicato anonimamente, gli autori delle Note mostrano di averlo ben identificato come "Fiorentino, professore di storia ecclesiastica" e per di più in alcuni punti lo definiscono un "incredulo disperato ed empio" (p. 110). A proposito delle affermazioni dell'abate in merito all'incinerazione, il quale affermava: "gli spiriti erano dalle fiamme spinti alla loro sfera e condotti a riunirsi all'anima dell'Universo", le Note rispondono con tanto di lettere capitali "EMPIETÀ SOMMA! ANIMA DELL'UOMO MATERIALE! PANTEISMO! PANTEISMO! FUOCO!" (p. 147). In merito alle considerazioni mediche il testo non si dilungava, ma ammetteva che potessero darsi circostanze in cui si rivelasse necessario modificare alcuni costumi in nome del bene pubblico.
In un primo momento Piattoli si mostrò deciso a rispondere al Loschi con una edizione ampliata, soprattutto nella parte scientifica, e per farlo si rivolse per un aiuto a Spallanzani. Nel frattempo però il Saggio era già stato pubblicato dai quotidiani e i giornali delle principali città italiane, ricevendo una calorosa accoglienza, e questo fece balenare all'abate e al Marchisio suo protettore l'idea di rivolgersi al nume di tutti i filosofi dell'epoca: l'enciclopedista d'Alembert, per invitarlo a promuovere una ristampa in traduzione francese. La risposta positiva del philosophe e il consiglio del Bagnesi dissuasero Piattoli dal rispondere alle Note, del resto il riconoscimento internazionale degli ambienti più illuminati dell'epoca rendeva inutile continuare la polemica.
La traduzione comparve solo nel 1778 e fu affidata da d'Alembert al brillante anatomista Félix Vicq d'Azyr, collaboratore di Turgot e segretario perpetuo della Société Royale de Médecine sotto il titolo di Essai sur les lieux et les dangers del sépultures. Quest'opera non era una semplice traduzione ma un vero e proprio dossier sulla questione dei cimiteri nel 1778, questione che era tornata di grande attualità dopo la svolta dell'ordinanza di Parigi del 1775 voluta fortemente dall'arcivescovo di Tolosa Loménie de Brienne che in Spagna aveva già emanato un simile decreto nel settembre 1774. In seguito a questi fatti il re di Francia Luigi XVI di Francia fece una Déclaration Royale sulle inumazioni, che auspicava di generalizzare e rendere più diffuse le ordinanze precedenti, limitando il più possibile le eccezioni. L'Essai giocò un ruolo determinante nell'attuazione di queste disposizioni e alla loro diffusione.
Sebbene non trasformasse completamente il Saggio, l'Essai non è solo una traduzione ma contiene molti interventi di Vicq d'Azyr, che operò una significativa azione di integrazioni, tagli e suddivisioni, tanto che quando giunse più tardi alla sua edizione castigliana nel 1785 ad opera di Benito Bails, il contributo dell'autore fiorentino era a malapena ricordato.